# مندسور

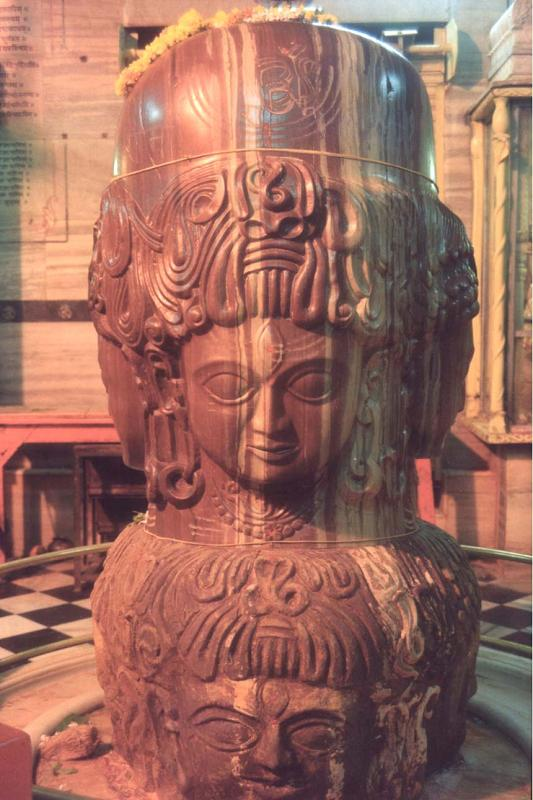
تمثال اللورد باشوباتيناث في مندسور

مندسور هي مدينة وبلدية في منطقة مندسور تقع على حدود منطقتي ميوار ومالوا في مدهيا برديش، وهي ولاية في وسط الهند. وهو المقر الإداري لمنطقة مندسور. يقع معبد باشوباتيناث القديم في مندسور.

## اسم
تم تكييف مانضور مع مدينة داسابورا ، والتي تثبت في العديد من النصوص والنصوص القديمة والقرون الوسطى. ووفقاً لعمل جينية من القرن الثاني عشر يدعى باريسيتباربان، تم إعطاء اسم داسابورا للمدينة من قبل مجموعة من التجار الذين زاروا الحصن الملكي لملك يدعى أوديانا وأبناءه العشرة. :68–9

## تاريخ

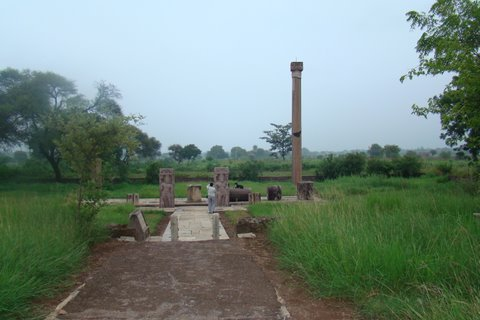
عمود النصر ياشودارمان في سونداني، مندسور

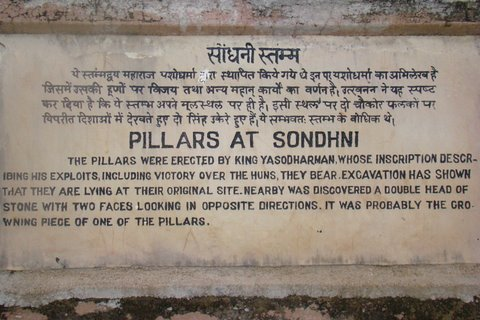
معلومات عن عمود النصر لياشودهارمان في سونداني، مندسور